# Falciot cuaespinós gorjablanc
El falciot cuaespinós gorjablanc o falciot espinós (Hirundapus caudacutus) és una espècie d'ocell de la família dels apòdids (Apodidae) que habita vola sobre boscos i camps obert, criant en penya-segats i arbres buits del sud de Sibèria, Sakhalín i les illes Kurils, nord-est de la Xina, nord del Pakistan i de l'Índia. Les poblacions septentrionals passen l'hivern en Austràlia i Nova Guinea.